# NGC 87
Az NGC 87 szabálytalan galaxis a Főnix csillagképben.

## Felfedezése
Az NGC 87 galaxist John Herschel fedezte fel 1834. szeptember 30-án.

## Tudományos adatok
A galaxis  3491 km/s sebességgel távolodik tőlünk.